# جیسون رودر
جیسون رودر (انگلیسی: Jason Roeder) موسیقی‌دان اهل ایالات متحده آمریکا است. وی از سال ۱۹۸۵ میلادی تاکنون مشغول فعالیت بوده است.